# Antonio-Miguel Bernal Rodríguez
Antonio-Miguel Bernal Rodríguez (El Coronil, Sevilla, 1941) és un historiador econòmic espanyol.

## Biografia
Va estudiar Història a la Universitat de Sevilla i es va doctorar en aquesta universitat en 1973. Va cursar estudis de postgrau en La Sorbona i a l'École Pratique des Hautes Études de París. Entre 1969 i 1976 ha estat membre lliure de la Section Scientifique de la Casa de Velázquez, i durant cinc anys ha impartit cursos a l' Istituto Internazionale di Storia Economica a Prato (Itàlia).
Ha estat professor ajudant en la Universitat Complutense, professor agregat en la Universitat de La Laguna i des de 1982 és catedràtic d'Història i Institucions Econòmiques en la Universitat de Sevilla. Pertany al consell editorial de The Journal of European Economic History. Premi Nacional d'Història 2006 per l'obra España, proyecto inacabado.
Historiador especialitzat en economia agrària de Andalusia i sobre el comerç colonial espanyol. Co-director de la Historia de Andalucia amb el professor Antonio Domínguez Ortiz. Sobre aquests temes ha publicat nombrosos articles i monografies.

## Obres
- La propiedad de la tierra y las luchas agrarias andaluzas
- La lucha por la tierra en la en la crisis del Antiguo Régimen
- Economía e historia de los latifundios
- La financiación de la Carrera de Indias. Dinero y crédito en el comercio colonial español (1492-1824)
- España, proyecto inacabado. Costes/beneficios del imperio[1]
- Dinero, moneda y crédito en la monarquía hispánica (ed.)
- Monarquía e imperio

## Premis
- Premio Nacional de Historia de España (2006)[2]